# ستفانو تاکونی
ستفانو تاکونی (به ایتالیایی: Stefano Tacconi) بازیکن فوتبال و اهل ایتالیا است 

## تیم ملی
از سال ۱۹۸۷ میلادی عضو تیم ملی فوتبال ایتالیا بوده و در ۷ بازی ملی حضور داشته‌است. او در بازی‌های ملی‌اش ۲ گل دریافت کرد.